# 사쿠라가와 메구

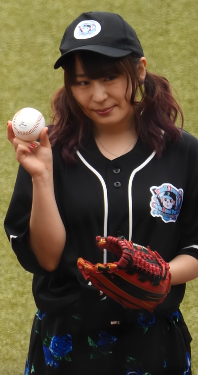
사쿠라가와 메구

사쿠라가와 메구(일본어: 櫻川 めぐ, 1988년 10월 24일 ~ )는 일본의 성우이자, 가수. 이바라키현 사쿠라가와시 출신. 주식회사 S 소속.